# Asynapta
Asynapta is een muggengeslacht uit de familie van de galmuggen (Cecidomyiidae).

## Soorten
- A. baltica Spungis, 1988
- A. borealis Felt, 1920
- A. breviata Spungis, 1988
- A. cactophila (Samuelson, 1964)
- A. canadensis Felt, 1908
- A. caudata Felt, 1908
- A. cerasi Felt, 1907
- A. cerealis (Sauter, 1817)
- A. flavida Felt, 1908
- A. frosti Felt, 1913
- A. furcifer Barnes, 1932
- A. hopkinsi Felt, 1935
- A. inflata Spungis, 1988
- A. longicollis (Loew, 1850)
- A. magdalini Panelius, 1965
- A. marilandica Felt, 1916
- A. pectoralis (Winnertz, 1853)
- A. phragmitis (Giraud, 1863)

- A. populnea Panelius, 1965
- A. rufomaculata Panelius, 1965
- A. saliciperda Felt, 1908
- A. strobi (Kieffer, 1920)
- A. strobilophilus (Foote, 1956)
- A. thuraui Rübsaamen, 1893
- A. umbra Felt, 1914
- A. vasiljevae Spungis, 1988